# Rio Jukskei
Rio Jukskei é um rio da África do Sul.